# Jasna Zorko
Jasna Zorko (* 1. Januar 1975) ist eine ehemalige kroatische Fußballspielerin.
Sie bestritt zwischen 1994 und 1995 zwei Länderspiele für Kroatien. Diese beiden Spiele gingen sehr deutlich (0:8 gegen Deutschland, 0:7 gegen Italien) verloren. Weitere Berufungen folgten daher nicht mehr. Über Stationen auf Vereinsebene ist bisher nichts bekannt.